# توك باك (قارئ شاشة)
توك باك (بالإنجليزية: TalkBack) هو قارئ شاشة مجاني من شركة جوجل لنظام التشغيل أندرويد، وهو مخصص للمكفوفين وضعاف البصر، حيث يساعدهم على التفاعل مع أجهزتهم المحمولة عن طريق استخدام إيماءات للتنقّل في العناصر والنصوص الموجودة على الشاشة، يُحوّل النص المكتوب إلى كلام مسموع يمكن التفاعل معه عن طريق محرّك تحويل النص إلى كلام (Text to speech engine).

## وصلات خارجية
- صفحة تطبيق جوجل بلاي
- صفحة المساعدة